# 王子街
王子街是苏格兰首府爱丁堡市中心的一条主要交通干道和购物街。它是新城最靠南侧的一条街道，长约1英里（1.6公里），西到洛锡安路（Lothian Road），东到利斯街（Leith Street）。此街做為運輸廊道，对私家车封闭，优先考虑公共交通。街道南侧几乎没有建筑物，可以看见旧城、爱丁堡城堡和之间的谷地。
在2009年，部分街道被封闭，做為爱丁堡电车建设工程的一部分。

## 历史

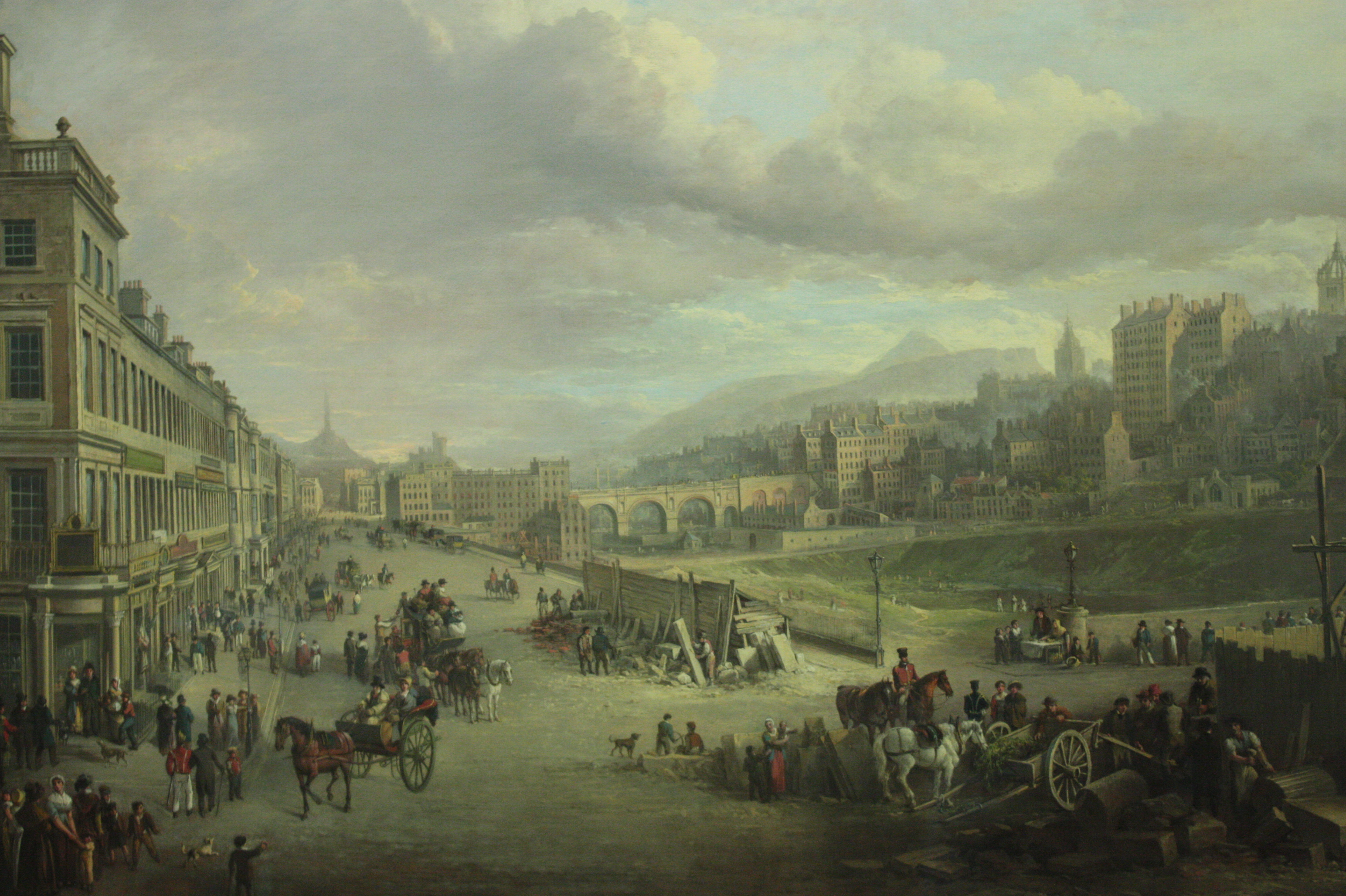
1825年的王子街

王子街最初以爱丁堡的主保圣人圣吉尔斯（St. Giles）命名为圣吉尔斯街。但是，当乔治三世得知伦敦的一个贫民窟称为圣吉尔斯后，便加以反对。后来以他的儿子们，罗撒西公爵（Duke of Rothesay，后来的乔治四世）和弗雷德里克王子 (约克和奥尔巴尼公爵)命名为王子街。

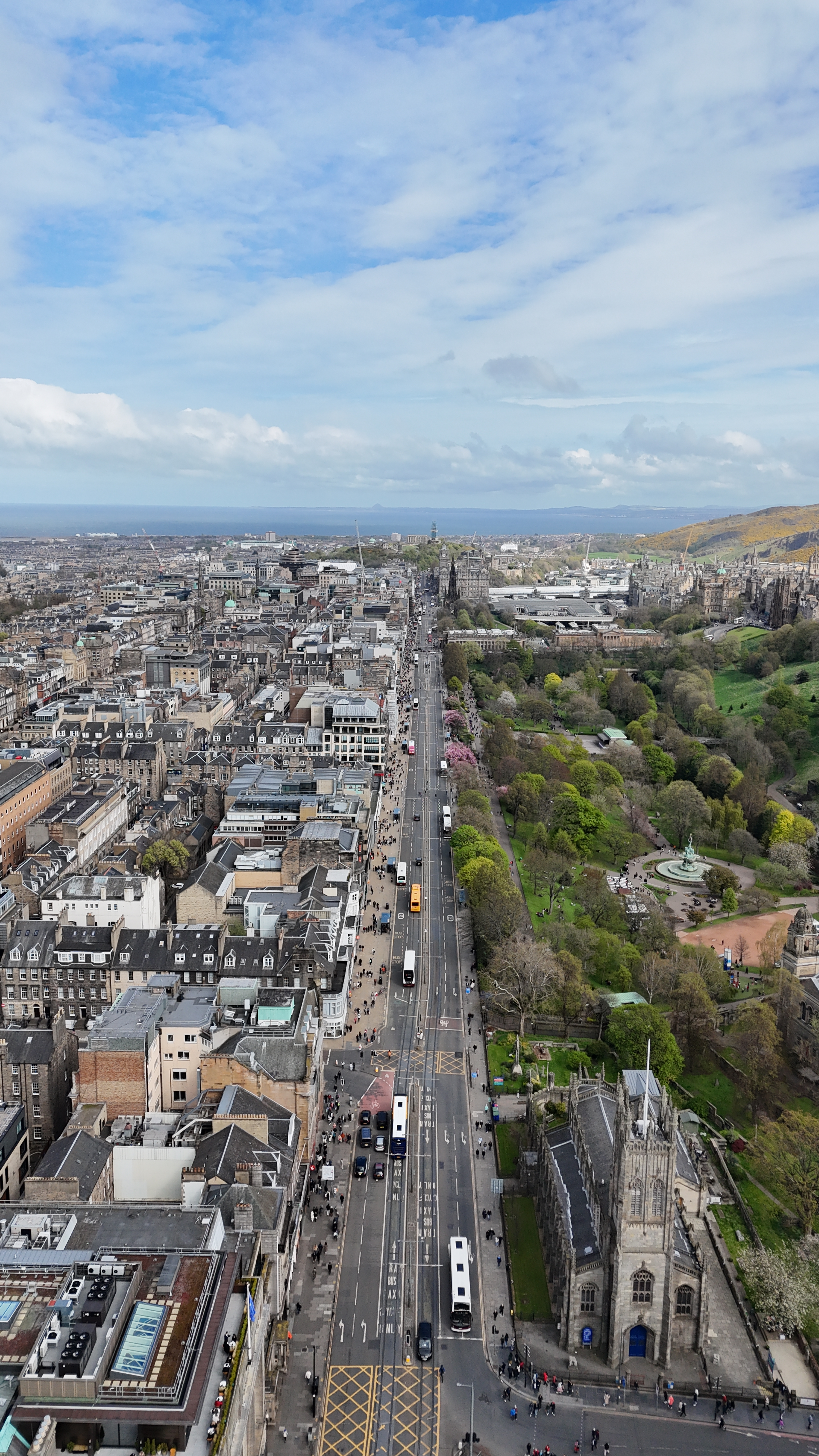
王子街航拍

在兴建新城期间，Nor Loch 被污染的水域被排干，然后改建为公园，称为王子大街花园（Princes Street Gardens）。该花园是在爱丁堡的心脏地带的许多绿地之一。
原来计划让更为宽广的乔治街（与王子街平行）作为主要的商业街和主要干道，但王子街因能看见花园以及旧城区的景致而超过了乔治街。

## 购物

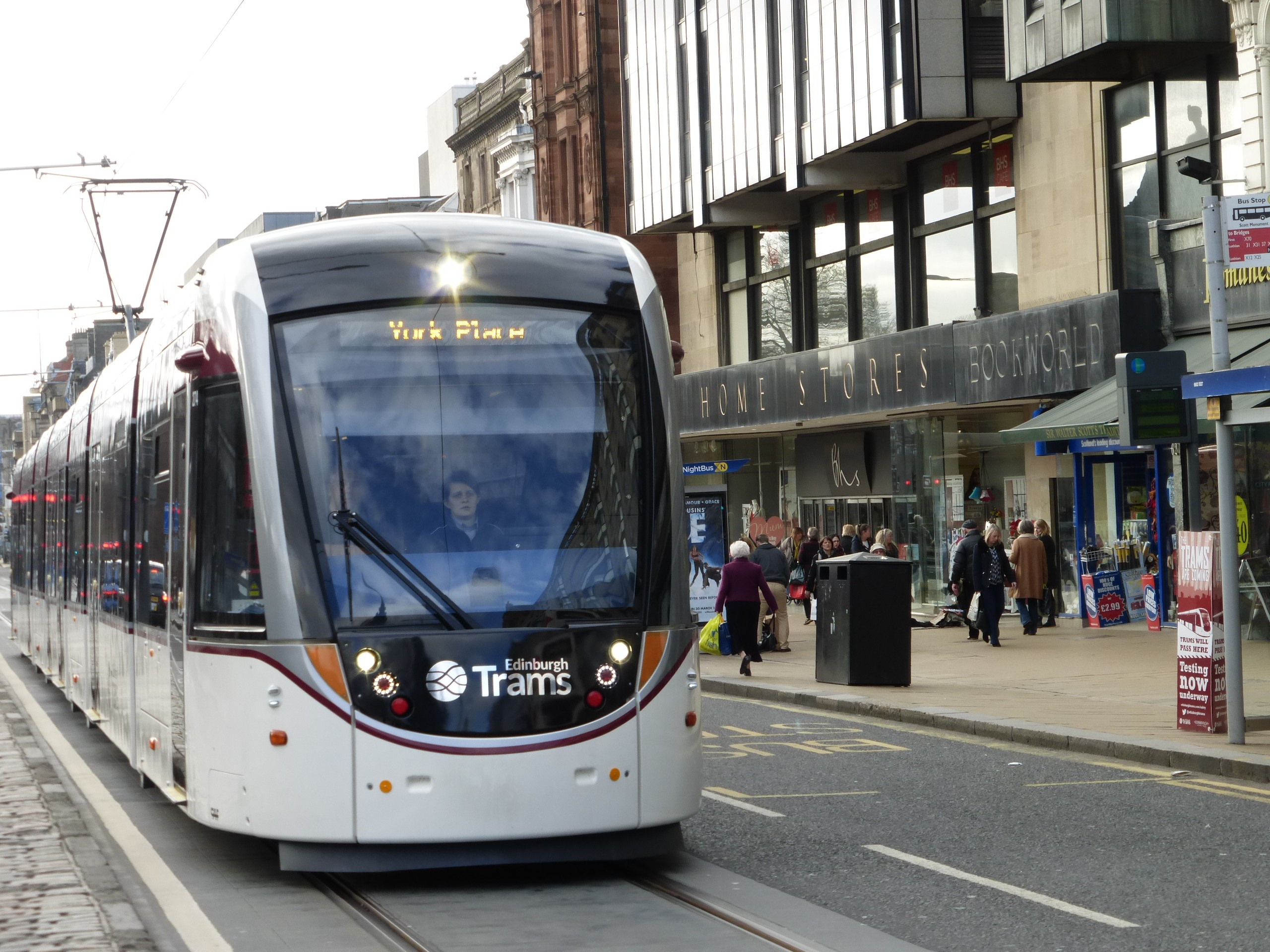
街上的電車和商鋪

一些英国高档品牌都在王子街开设店铺。在街的西端，有Bhs、Debenhams,弗雷泽（House of Fraser）和马莎百货等百货公司。詹纳斯百货公司是一家至今幸存的爱丁堡公司，其他许多本地百货公司都已消失，例如帕特里克汤普森。
自从20世纪下半叶以来，对于王子街上的建筑一直有所争议。争议的一方建议拆除 Bhs 和马莎百货建筑，在努力提升街道的地位。另一个问题是，上面的楼层通常用于存储，而不是作为办公室，零售或生活空间。在第二次世界大战战后初期 的街道设计中，规划了一条“高层走道”，作为底层购物区的延伸。但是这条走道从未超过一些孤立的阳台，苏格兰皇家银行是唯一一直保持在这一层开门的商家；这个银行分行在21世纪初关闭，留下了几乎被人遗忘的高层走道。

## 花絮
- 影片《迷幻列车》开头的场景，兰顿被商店侦探追赶，就发生在王子街。
- 福克兰群岛东福克兰长约4英里（6公里）的石滩被查尔斯·达尔文命名为王子街，达尔文曾就读于爱丁堡大学，这让他想起王子街的卵石[3]。